# Ryan Thomerson
Ryan Thomerson (ur. 1 października 1994 w Anglii) – australijski snookerzysta . Dzięki zwycięstwu w Asia Pacific Snooker Championship zakwalifikował się na dwa lata do profesjonalnego World Snooker Tour w 2022 roku.

## Kariera
Ryan Thomerson urodził się w Anglii. Chociaż jego ojciec Paul brał udział w rundach kwalifikacyjnych najważniejszych turniejów w połowie lat 90., gdy turnieje snookera był otwarty dla wszystkich graczy,  Ryan jako dziecko bardziej interesował się wyścigami motocyklowymi. Dopiero po przeprowadzce do Australii w 2006 roku, w wieku 11 lat, zaczął grać. Mieszkali w Montrose, miasteczku na obrzeżach Melbourne . Wkrótce potem wygrał regionalne mistrzostwa Wiktorii do lat 12 i pozostał w tym sporcie do dziś. Jako nastolatek był jednym z najlepszych juniorów Australii i grał w turniejach krajowych. W 2009 roku wygrał mistrzostwa kraju do lat 15, a trzy lata później został mistrzem do lat 18. W 2015 roku zdobył tytuł mistrza Australii do lat 21, a następnie tytuł mistrza Oceanii w tej kategorii wiekowej. W 2017 roku wygrał Australian Open Championship, pokonując w finale Steve'a Mifsuda 6–3.
Od 2013 roku Australijczyk brał udział także w turniejach międzynarodowych, takich jak Mistrzostwa Świata Amatorów. Choć często przechodził przez fazę grupową, nigdy nie dotarł do ćwierćfinałów. W 2011 roku wziął udział w dwóch turniejach Players Tour Championship w Anglii, a dwa lata później wziął udział w trzech turniejach EBSA Qualifying Tour w Europie, gdzie grano o miejsca w profesjonalnym tourze. W końcu przeniósł się na dłuższy okres do Anglii, aby udoskonalić swoją grę w snookera i został partnerem treningowym najlepszego australijskiego gracza, Neila Robertsona, z którym dzielił również mieszkanie przez kilka miesięcy.
W 2018 roku Thomerson dostał dziką kartę na kwalifikacje do Mistrzostw Świata i zaprezentował się przyzwoicie, mimo porażki 5-10 z Matthew Stevensem. Następnie podjął poważne wysiłki, aby zakwalifikować się do profesjonalnego touru, biorąc udział w Q School, Challenge Tour i WSF Open. Mimo że udało mu się dotrzymać kroku brytyjskim amatorom, ćwierćfinał był jego dwukrotnie najlepszym wynikiem. Podczas kolejnej szansy na kwalifikację, Mistrzostw Kontynentalnych, aż do 2020 roku trzykrotnie odpadał w półfinałach. W 2022 roku po raz pierwszy dotarł do finału Mistrzostw Azji i Pacyfiku, pokonując Glena Wilkinsona 5-1, a tytuł zdobył po zwycięstwie 6-1 nad swoim rodakiem Justinem Sajichem. Uzyskał dzięki temu status zawodowca i prawo do gry w sezonach 2022/23 i 2023/24.
Thomerson odniósł swoje pierwsze zwycięstwo jako zawodowiec w Championship League 2022, pokonując Ng On Lee. W pozostałych turniejach zawodowych tego sezonu odpadał przeważnie już w pierwszej rundzie. Dotarł do drugiej rundy zarówno w German Masters, jak i Welsh Open. W dwóch amatorskich turniejach EPSB Open Series raz dotarł do ćwierćfinału i raz do 1/8 finału. Na Mistrzostwach Świata uległ Ianowi Martinowi 8-10, mimo że w pewnym momencie przegrywał 2-7. Kolejny sezon był podobnie rozczarowujący. W Championship League dwukrotnie zremisował, a w pozostałych turniejach prawie zawsze odpadał już w pierwszej rundzie, choć czasami minimalną różnicą. Tylko na UK Cahmpionship udało mu się odnieść skromne zwycięstwo nad mistrzynią świata kobiet Reanne Evans. Na Mistrzostwach Świata został wyraźnie wyeliminowany przez Liama Daviesa 3-10. W międzyczasie awansował na 89. miejsce w światowym rankingu, ale ostatecznie zajął dopiero 114. miejsce i stracił status zawodowca. Próba ponownej kwalifikacji poprzez Q School nie powiodła się.

## Występy w turniejach w karierze
| Ranking                      | [ i ]         | [ i ]         | [ i ]         | [ i ]         | [ ii ]        | 89  |
| Turnieje rankingowe          |               |               |               |               |               |     |
| Championship League          | nierankingowy | nierankingowy | nierankingowy | nierankingowy | RR            | RR  |
| European Masters             | nie rozegrano | nie rozegrano | A             | A             | LQ            | LQ  |
| British Open                 | nie rozegrano | nie rozegrano | nie rozegrano | nie rozegrano | LQ            | LQ  |
| English Open                 | nie rozegrano | nie rozegrano | A             | A             | LQ            | LQ  |
| Wuhan Open                   | nie rozegrano | nie rozegrano | nie rozegrano | nie rozegrano | nie rozegrano | LQ  |
| Northern Ireland Open        | nie rozegrano | nie rozegrano | A             | A             | LQ            | LQ  |
| International Championship   | NH            | A             | A             | A             | NH            | LQ  |
| UK Championship              | A             | A             | A             | A             | LQ            | LQ  |
| Shoot Out                    | nierankingowy | nierankingowy | A             | A             | 1R            | 1R  |
| Scottish Open                | nie rozegrano | nie rozegrano | A             | A             | LQ            | LQ  |
| World Grand Prix             | nie rozegrano | nie rozegrano | DNQ           | DNQ           | DNQ           | DNQ |
| German Masters               | A             | A             | A             | A             | LQ            | LQ  |
| Welsh Open                   | A             | A             | A             | A             | 1R            | LQ  |
| Players Championship         | DNQ           | DNQ           | DNQ           | DNQ           | DNQ           | DNQ |
| World Open                   | A             | A             | A             | A             | NH            | LQ  |
| Tour Championship            | nie rozegrano | nie rozegrano | nie rozegrano | nie rozegrano | DNQ           | DNQ |
| World Championship           | A             | A             | A             | LQ            | LQ            | LQ  |
| Dawne turnieje rankingowe    |               |               |               |               |               |     |
| WST Classic                  | nie rozegrano | nie rozegrano | nie rozegrano | nie rozegrano | 1R            | NH  |
| Dawne turnieje nierankingowe |               |               |               |               |               |     |
| Six-red World Championship   | NH            | A             | RR            | A             | LQ            | NH  |

1. 1 2 3 4  Był amatorem.
2. ↑  Nowi gracze w Tourze nie mają rankingu.

| Legenda tabeli wyników              | Legenda tabeli wyników       | Legenda tabeli wyników                     | Legenda tabeli wyników                                                              | Legenda tabeli wyników                     | Legenda tabeli wyników                     |
| ----------------------------------- | ---------------------------- | ------------------------------------------ | ----------------------------------------------------------------------------------- | ------------------------------------------ | ------------------------------------------ |
| LQ                                  | odpadnięcie w kwalifikacjach | #R                                         | odpadnięcie we wczesnej fazie turnieju (WR = runda dzikich kart, RR = faza grupowa) | QF                                         | przegrana w ćwierćfinale                   |
| SF                                  | przegrana w półfinale        | F                                          | przegrana w finale                                                                  | W                                          | zwycięstwo                                 |
| DNQ                                 | nie zakwalifikował/a się     | A                                          | nie brał/a udziału                                                                  | WD                                         | zrezygnował/a w trakcie turnieju           |
| Legenda oznaczeń w tabelach wyników |                              |                                            |                                                                                     |                                            |                                            |
| NH / Nie roz.                       | NH / Nie roz.                | Turniej nie odbył się.                     | Turniej nie odbył się.                                                              | Turniej nie odbył się.                     | Turniej nie odbył się.                     |
| NR / Nie-rank.                      | NR / Nie-rank.               | Turniej nie był zaliczany jako rankingowy. | Turniej nie był zaliczany jako rankingowy.                                          | Turniej nie był zaliczany jako rankingowy. | Turniej nie był zaliczany jako rankingowy. |
| R / Rank.                           | R / Rank.                    | Turniej był zaliczany jako rankingowy.     | Turniej był zaliczany jako rankingowy.                                              | Turniej był zaliczany jako rankingowy.     | Turniej był zaliczany jako rankingowy.     |
| MR / Minor-Rank.                    | MR / Minor-Rank.             | Turniej był zaliczany jako minor ranking.  | Turniej był zaliczany jako minor ranking.                                           | Turniej był zaliczany jako minor ranking.  | Turniej był zaliczany jako minor ranking.  |

## Finały w karierze

### Finały amatorskie: 7 (2-5)
| Rezultat  |    | Rok  | Turniej                               | Przeciwnik    | Wynik |
| --------- | -- | ---- | ------------------------------------- | ------------- | ----- |
| Runner-up | 1. | 2011 | Australian Under-18 Championship      | Kurt Brown    | 3–5   |
| Finalista | 2. | 2014 | Australian Under-21 Championship      | Charlie Chafe | 2–6   |
| Finalista | 3. | 2017 | Oceania 6-red Championship            | Adrian Ridley | 0–6   |
| Zwycięzca | 1. | 2017 | Australian Open Championship          | Steve Mifsud  | 6–3   |
| Finalista | 4. | 2021 | EPSB Open Series - Event 6 (Breakers) | Luke Simmonds | 0–3   |
| Zwycięzca | 2. | 2022 | Asia Pacific Championship             | Justin Sajich | 6–1   |
| Finalista | 5. | 2024 | Q Tour Event 5                        | Zhao Xintong  | 2–4   |